# Frederick Soddy
Frederick Soddy (Eastbourne, 2 september 1877 – Brighton, 22 september 1956) was een Engels radiochemicus. Zijn belangrijkste bijdrage aan de wetenschap betrof de ontdekking van het bestaan van isotopen in 1913, een prestatie waarvoor hij in 1921 de Nobelprijs voor de Scheikunde kreeg.

## Biografie
Soddy werd geboren in Eastbourne, graafschap East Sussex, als zevende en jongste kind van Benjamin en Hannah (Green) Soddy. Zijn moeder overleed achttien maanden na zijn geboorte. Zijn vader was een succesvolle en welvarende maishandelaar in Londen. Soddy genoot zijn opleiding aan het Eastbourne College en de University College of Wales. In 1895 won hij een studiebeurs, wat hem in staat stelde te studeren aan het Merton College van de Universiteit van Oxford. In 1898 behaalde hij er zijn bachelor in de scheikunde.
In 1900 ging Soddy in Canada werken bij Ernest Rutherford aan radioactiviteit. Ze realiseerden zich dat het onregelmatige gedrag van radioactieve elementen het gevolg was van verval in andere elementen. Dit verval produceerde ook alfa-, bèta- en gammastraling. Toen radioactiviteit ontdekt werd, wist niemand nog wat de oorzaak was. Zorgvuldig werk door Soddy en Rutherford toonde aan dat atoomtransmutatie optrad.
In 1903 keerde Soddy terug naar Londen en stelde hij samen met William Ramsay vast dat het verval van radium helium opleverde. Vijf jaar later bevestigde Rutherford dat – de uit de radium uitgesloten – alfadeeltjes positief geladen heliumkernen zijn.
Van 1904 tot 1914 doceerde Soddy aan de Universiteit van Glasgow, en daar toonde hij aan dat uranium naar radium vervalt. Hier toonde hij ook aan dat een radioactief element meer dan één atoommassa kan hebben, hoewel de chemische eigenschappen dezelfde zijn; dit leidde tot het begrip isotoop. Soddy toonde later aan dat ook niet-radioactieve elementen meerdere isotopen konden hebben. Daarbij liet hij zien dat een atoom een twee plaatsen lager atoomnummer krijgt bij een alfa-uitstoot en een plaats hoger bij een bèta-uitstoot. Dit was een fundamentele stap naar het begrijpen van de relatie tussen families van radioactieve elementen.
In 1914 werd Soddy benoemd aan de Universiteit van Aberdeen, waar hij onderzoek deed gerelateerd aan de Eerste Wereldoorlog. Het belangrijkste deel van zijn werk betrof methodes om ethyleen te winnen uit mijngas. In 1919 vertrok hij naar de Universiteit van Oxford, waar hij tot 1936 de laboratoria en de syllabi reorganiseerde.
Soddy ontving in 1921 de Nobelprijs voor de Scheikunde voor zijn onderzoek naar radioactief verval en vooral voor het formuleren van de isotopentheorie.
In 1908 huwde Soddy Winifred Moller Beilby. Het huwelijk bleef kinderloos, een factor die Soddy toeschreef aan de blootstelling aan radioactiviteit nog voordat de gevaren ervan volledig begrepen werden. Na het overwachte overlijden van zijn vrouw in 1936 besloot Soddy vroegtijdig zijn academische carrière aan Oxford te beëindigen.

## Trivia
Soddy’s werk en essays populariseerden het begrip van radioactiviteit en waren de belangrijkste inspiratie voor H.G. Wells’ The World Set Free uit 1914, waarin atoombommen uit vliegtuigen worden gegooid in een toekomstige oorlog. Wells’ roman is ook bekend onder de titel The Last War en beschrijft een vredige wereld oprijzend uit de chaos. In Wealth, Virtual Wealth and Debt looft Soddy Wells’ The World Set Free. In hetzelfde boek, dat hij in 1926 publiceert, stelt Soddy ook dat radioactieve processen misschien de sterren in leven houden.